# هجرس أخيضر
الهجرس الأخيضر (الاسم العلمي: Chlorocebus pygerythrus) (بالإنجليزية: Vervet Monkey)‏ هو نوع من الحيوانات يتبع جنس العبلنج من فصيلة سعادين العالم القديم. توجد الخمسة أنواعٍ المتميزة من الهجرس الأخيضر غالباً في إفريقيا الجنوبية، وكذلك في بعض البلدان إفريقيا الشرقية. تمتلك هذه السعادين النباتية غالباً وجوهاً سوداء وأجساداً رمادية الشعر، متوسط طولها حوالي الـ 50 سم للذكور و40 سم للإناث.

## الوصف الجسدي
تمتلك قرود الهجرس الأخيضر وجوهاً سوداء مع أهدابٍ بيضاء من الشعر، بينما اللون العام للشعر هو غالباً الرمادي. ذكور هذه السعادين أطول وأكثر وزناً من الإناث، حيث أن وزن الذكر البالغ ما بين الـ 3.9 والثماني كغم، أما طولها فهو ما بين الـ 42 والـ 60 سم، ووزن الإناث ما بين الـ 3.4 والـ 5.3 كغم، وطولها ما بين الـ 30 والـ 50 سم.